# North Webster
North Webster – miasto w Stanach Zjednoczonych, w stanie Indiana, w hrabstwie Kosciusko.